# فرودگاه گوستاو آرتونداگا پردس
فرودگاه گوستاو آرتونداگا پردس (به انگلیسی: Gustavo Artunduaga Paredes Airport) (به زبان بومی: Aeropuerto Nacional Gustavo Artunduaga Paredes) یک فرودگاه همگانی مسافربری با کد یاتا FLA است که یک باند فرود آسفالت دارد و طول باند آن ۱۵۰۰ متر است. این فرودگاه در کشور کلمبیا قرار دارد و در ارتفاع ۲۴۵ متری از سطح دریا واقع شده است.